# Serbanivka, Hmilnîk
Serbanivka (în ucraineană Сербанівка) este un sat în comuna Siomakî din raionul Hmilnîk, regiunea Vinnița, Ucraina.

## Demografie
Componența lingvistică a localității Serbanivka
     Ucraineană (100%)
Conform recensământului din 2001, toată populația localității Serbanivka era vorbitoare de ucraineană (100%).